# Ku Yeon-woo
Ku Yeon-woo (koreanisch 구연우; * 15. März 2003 in Seoul) ist eine südkoreanische Tennisspielerin.

## Karriere
Ku gewann bislang vier Einzel- und sieben Doppeltitel auf Turnieren der ITF Women’s World Tennis Tour.
2019 trat sie bei den Australian Open im Juniorinneneinzel und Juniorinnendoppel an. Im Einzel unterlag sie in der ersten Runde Priska Madelyn Nugroho knapp in drei Sätzen mit 3:6, 7:67 und 4:6. Im Doppel unterlag sie mit Partnerin Saki Imamura dem Doppel Weronika Pepeljajewa und Avelina Sayfetdinova mit 5:7 und 2:6. Im gleichen Jahr gewann sie zusammen mit ihrer Partnerin Saki Imamura das J1 Nanjing im Doppel.
2020 trat sie wiederum bei den Australian Open an, diesmal aber nur im Juniorinneneinzel, wo sie in der ersten Runde gegen Wong Hong-yi mit 6:4, 5:7 und 4:6 verlor.
2022 gab sie ihr Debüt auf der WTA Tour bei den Hana Bank Korea Open, wo sie mit Partnerin Kim Da-bin in der ersten Runde des Hauptfelds im Damendoppel gegen die topgesetzte Paarung Asia Muhammad und Sabrina Santamaria mit 5:7 und 5:7 verlor.
2023 gab sie ihr Debüt in der Südkoreanischen Billie-Jean-King-Cup-Mannschaft, wo sie bislang drei Einzel verlor und ein Doppel gewann.

## Turniersiege

### Einzel
| Nr. | Datum             | Turnier  | Kategorie | Belag     | Finalgegnerin       | Ergebnis      |
| --- | ----------------- | -------- | --------- | --------- | ------------------- | ------------- |
| 1.  | 1. September 2019 | Yeongwol | ITF W15   | Hartplatz | Watsachol Sawatdee  | 3:6, 6:3, 6:2 |
| 2.  | 10. Oktober 2021  | Sozopol  | ITF W15   | Hartplatz | Dschulija Tersijska | 6:4, 6:2      |
| 3.  | 28. November 2021 | Lousada  | ITF W15   | Hartplatz | Živa Falkner        | 6:0, 7:5      |
| 4.  | 22. Juni 2025     | Taipeh   | ITF W35   | Hartplatz | Rina Saigō          | 6:1, 6:4      |

### Doppel
| Nr. | Datum              | Turnier         | Kategorie | Belag     | Partnerin              | Finalgegnerinnen                          | Ergebnis         |
| --- | ------------------ | --------------- | --------- | --------- | ---------------------- | ----------------------------------------- | ---------------- |
| 1.  | 28. August 2021    | Bad Waltersdorf | ITF W15   | Sand      | Priska Madelyn Nugroho | Giulia Crescenzi Arianna Zucchini         | 6:4, 6:3         |
| 2.  | 18. September 2021 | Melilla         | ITF W15   | Sand      | Caijsa Wilda Hennemann | Luisa Meyer auf der Heide Chantal Sauvant | 6:3, 6:0         |
| 3.  | 22. Oktober 2021   | Sevilla         | ITF W25   | Sand      | Caijsa Wilda Hennemann | Lina Gjorcheska Tena Lukas                | 7:5, 6:1         |
| 4.  | 20. Mai 2023       | Incheon         | ITF W25   | Hartplatz | Choi Ji-hee            | Li Yu-yun Tang Qianhui                    | 6:1, 6:1         |
| 5.  | 5. April 2025      | Kashiwa         | ITF W15   | Hartplatz | Naho Satō              | Eri Shimizu Kisa Yoshioka                 | 6:2, 6:4         |
| 6.  | 21. Juni 2025      | Taipeh          | ITF W35   | Hartplatz | Eri Shimizu            | Park So-hyun Ayano Shimizu                | 6:4, 2:6, [10:5] |
| 7.  | 19. Juli 2025      | Monastir        | ITF W35   | Hartplatz | Back Da-yeon           | Sakura Hosogi Misaki Matsuda              | 6:3, 6:3         |